# 1658.
◄ | 16. stoljeće | 17. stoljeće | 18. stoljeće | ►
◄ | 1620-ih | 1630-ih | 1640-ih | 1650-ih | 1660-ih | 1670-ih | 1680-ih | ►
◄◄ | ◄ | 1655. | 1656. | 1657. | 1658. | 1659. | 1660. | 1661. | ► | ►►
Arhitektura • Astronomija • Glazba • Kazalište • Kemija • Kiparstvo • Knjige • Književnost • Kršćanstvo • Medicina • Politika • Pravo • Promet • Slikarstvo • Znanost

## Smrti
- 6. ožujka – Ivan Bunić Vučić, hrvatski barokni pjesnik (* 1591.)
- 3. rujna – Oliver Cromwell, engleski državnik (* 1599.)

## Vanjske poveznice
|  | Zajednički poslužitelj ima još gradiva o temi 1658. |